# Ascochilopsis myosurus
Ascochilopsis myosurus là một loài thực vật có hoa trong họ Lan. Loài này được (Ridl.) Carr mô tả khoa học đầu tiên năm 1929.